# Шевченкове (Ташанська сільська громада)

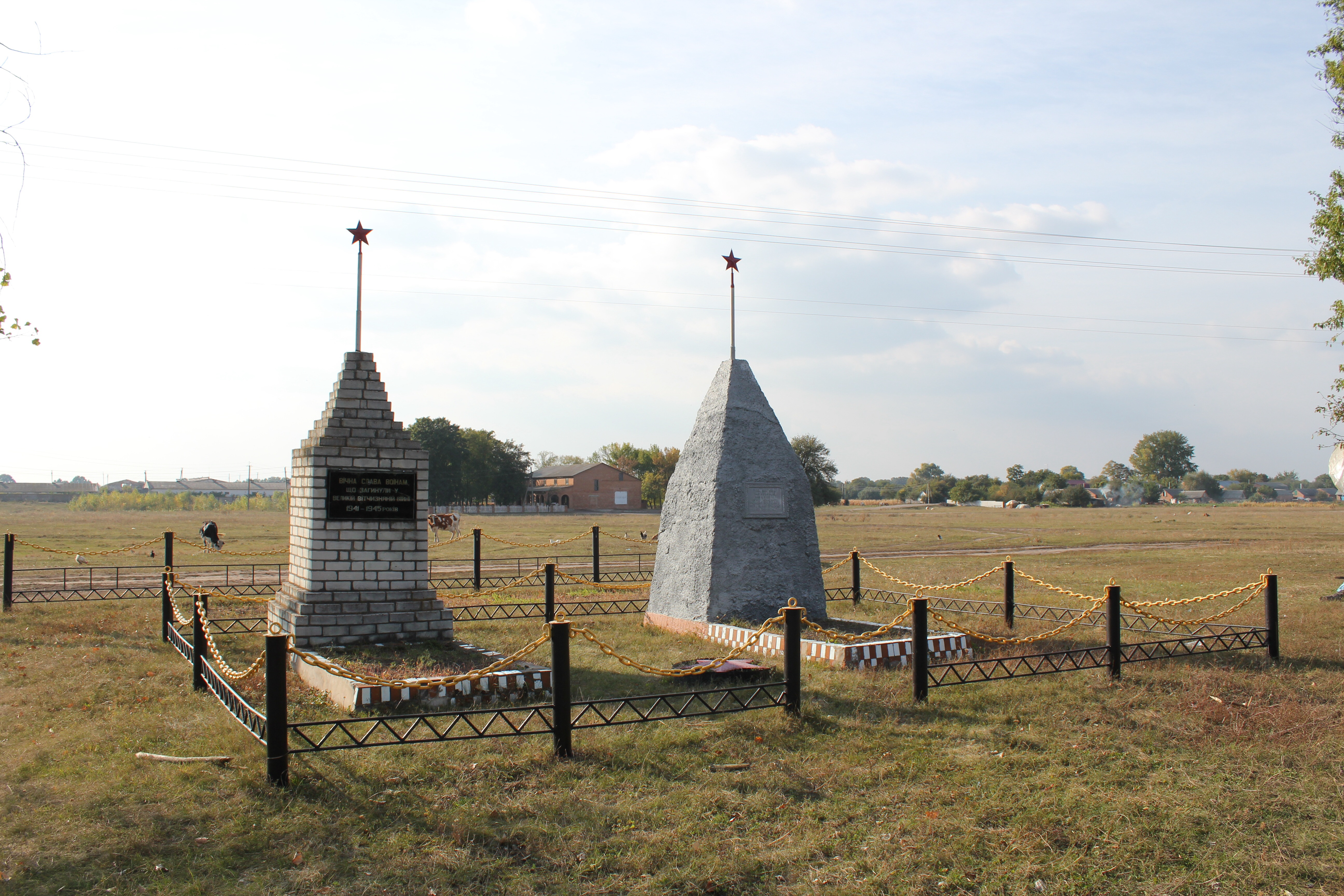
Братська могила солдат Радянської армії і пам'ятник воїнам-односельцям, які загинули в роки Другої світової війни, село Шевченкове, шкільне подвір'я

Шевче́нкове —  село в Україні, в Ташанській сільській громаді Бориспільського району Київської області. Населення становить 400 осіб.
Село засноване у 1920-х роках.[джерело?]
Старостою  Виповзького старостинського округу до якого входить село Шевченкове Ташанської сільської громади, на даний час є Литун Віктор Михайлович.[джерело?]

## В складі Ташанської сільської громади
Село увійшло до складу громади 30 червня 2019 року. В 2019 році проведено ремонт сільського спортзалу.[джерело?]
В 2022 році проведено капітальний ремонт вулиці Молодіжної. Встановлено камери відеоспостереження у селі.[джерело?]
В 2023 році заплановано капітальний ремонт другої частини вулиці Молодіжна та вулиці Переяславської. Також існують плани щодо ремонту будівлі колишньої школи у гуртожиток для внутрішньо-переміщених осіб.[джерело?]
| Україна | Це незавершена стаття з географії України. Ви можете допомогти проєкту, виправивши або дописавши її. |